# Granice Głębowskie
Granice Głębowskie – przysiółek wsi Piotrowice w Polsce, położony w województwie małopolskim, w powiecie oświęcimskim, w gminie Przeciszów. 
W latach 1975–1998 Granice Głębowskie położone były w województwie bielskim.